# Роллерсёрф

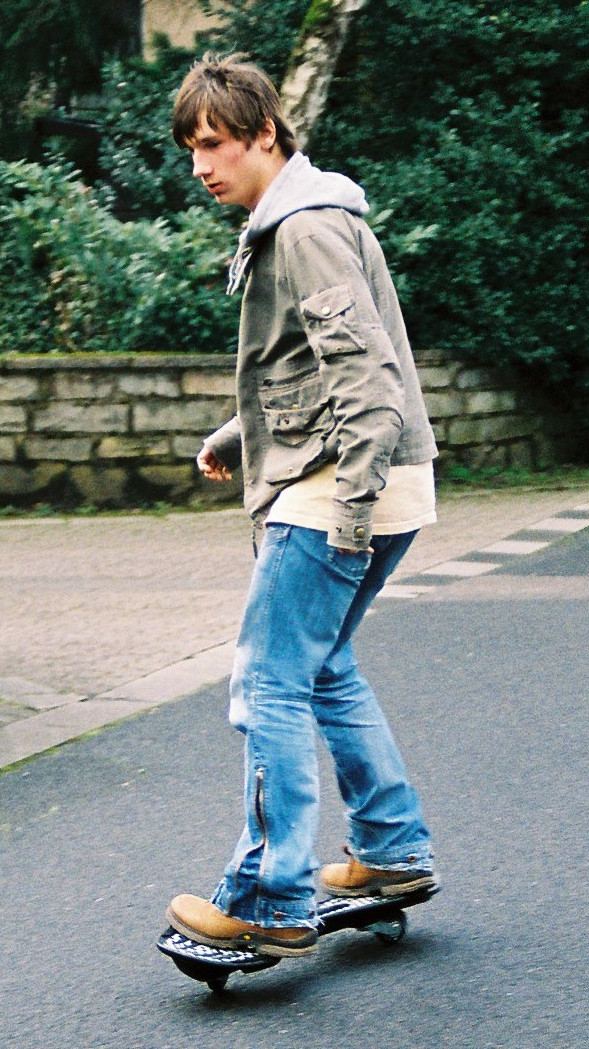
роллерсёрфер

Роллерсёрф — роликовая доска, которая может хорошо поворачивать из-за специальной подвески колес. Отталкиваться ногой при движении не нужно. Поддержание скорости происходит благодаря законам физики и отталкивания от своей массы. Средство для катания состоит из двух платформ, которые соединены торсионной пружиной. Для изготовления дек может использоваться пластик или дерево. Чаще всего устанавливают два колеса, которые совместимы с роликовыми коньками. Стандартный размер 76 мм, но могут быть модели и с другими колёсами. Они закреплены в подвеске независимо и могут поворачиваться. Такая подвеска называется «кастер»; именно поэтому на английском языке роллерсерф чаще всего называется Caster board.
Название на русском языке состоит из двух слов (роллер и сёрфинг), что соответствует способу движения. Но есть и другие варианты: вейвборд, Caster board, rollersurfer, хауборд. Названия могут зависеть от названий фирм, которые делают такие доски. На самом деле это модели.
Есть раздельные роллерсёрфы. (Например, xlider, RipSkate.) У них платформы не соединены, и ноги могут действовать полностью независимо.
Роллерсёрф едет небыстро, но хорошо поворачивает. За счёт этого катание безопаснее для прохожих и самого ездока. Занятие роллерсёрфингом развивает выносливость, силу ног, равновесие и координацию движений. Не надо забывать про защиту. Перед катанием лучше надеть комплект защиты для роликов (наколенники, налокотники, запястья и, возможно, шлем).
Роллерсёрф (Rollersurfer) — это один из брендов и названий двухколёсного скейта. Наряду с этим брендом не менее известны также Рипстик (Ripstik) и Вейвборд (Waveboard).
Все три названия являются зарегистрированными торговыми марками. Принципиальных конструктивных отличий у них нет. «Главный» узел, позволяющий устройству ехать и набирать скорость — это «кастор». Кастор — это металлическое крепление колеса к самой доске через дополнительный шарнир и с обязательным наклоном оси, около 45 градусов. Благодаря геометрии кастора возможно движение и маневрирование.